# Gerard Esteva i Viladecans
Gerard Esteva i Viladecans (Barcelona, 9 d'agost de 1984) és violinista i llicenciat en Dret per la Universitat Pompeu Fabra de Barcelona. Va ser president de la Federació Catalana de Vela (del 2009 al 2014); actualment és el president de la Unió de Federacions Esportives de Catalunya i del Comitè Olímpic Català.

## Formació musical
A l'edat de 3 anys inicià els estudis de violí amb el mestre Albert Sàrrias sota el mètode Suzuki. Posteriorment, s'inicià amb els estudis de cant i solfeig amb la professora Maria Salietti. A l'edat de 10 anys ingressà a l'Escolania de Montserrat on cursà els estudis de violí amb Antoni Guinjoan i M. Jesús Castro, piano amb el mestre Carles Viarnès i música de cambra amb Emili Blasco. Durant aquesta època fou el concertino de l'orquestra de Montserrat, sota la batuta del P. Jordi-Agustí Piqué. Als 14 anys abandonà aquesta institució i cursà estudis mitjans de música a l'Escola de Música de Barcelona on té com a mestres Ben Kreitz, Gerard Claret, Pere Bardagí i el violinista Agustín León Ara. Realitza estudis bàsics d'harmonia i anàlisi musical amb el compositor Víctor Estapé. Ha realitzat cursos de violí arreu d'Europa, destacant el curs de Tui, on tingué mestres com Nelly Eskolnikowa i Francisco Comesaña i el curs internacional de música d'Oviedo, amb el mestre Ruggeri Ricci i a l'escola suïssa Yehudi Menuhin amb el mestre Alberto Lissy. S'ha dedicat a la gestió musical a través de l'empresa Musicadecasament SCP i Agència Musical on portava la representació musical de més de 120 músics.

## Esportista i dirigent esportiu
És navegant de patí de vela, classe de la qual va ser campió de Catalunya i de la Copa d'Espanya de 2a categoria l'any 2004 i subcampió de la Copa d'Europa d1a categoria l'any 2013. Va donar les seves primeres passes com a dirigent esportiu en la classe de patí a vela. L'any 2004 va ser elegit president de l'Associació Internacional de Patí de Vela (ADIPAV) i també secretari nacional d'aquesta classe. Per a tot això, el 2012 el van nomenar President d'Honor d'aquesta entitat. Els càrrecs a l'ADIPAV els va mantenir fins que va prendre possessió del càrrec de president de la Federació Catalana de Vela. Durant aquests cinc anys de mandat, l'associació va veure incrementat el nombre d'associats per cinc, va viure la major repercussió mediàtica de la seva història i va dotar d'importants recursos propis que li van permetre organitzar regates d'alt nivell i estimular l'activitat de la classe júnior.
Els anys 2006 i 2008 va ser organitzador de la Volta Menorca, una tradicional regata de patí de vela que voreja l'illa de Menorca. Aquesta prova, en què els resultats no constitueixen el més important, es caracteritza pel seu esperit aventurer i se celebra cada dos anys, sent la primera edició el 2006. El 29 de maig de 2009 va ser elegit president de la Federació Catalana de Vela. La seva candidatura es presentava amb un contundent programa anomenat Hissem la Vela del Canvi que apostava per convertir la Federació a una entitat enfocada a donar serveis als clubs, escoles i esportistes. Complint amb l'objectiu plantejat en la seva primera candidatura, va ser reelegit com a president de la Federació Catalana de Vela el 16 de gener de 2013 com a candidatura única amb el suport del 95% dels avals. La seva elecció com a president de la FC de Vela li va comportar posteriorment un lloc a la Federació Espanyola com a membre de la junta directiva, el seu comitè executiu i la seva comissió delegada, així com el càrrec de vocal de la junta directiva de la Unió de Federacions Esportives de Catalunya
El 2013, Esteva va ser elegit vicepresident 1r de la Unió de Federacions Esportives de Catalunya per tal de contribuir en els objectius d'aquesta institució. L'1 de juliol de 2014 va prendre el relleu de David Moner al capdavant de la UFEC i des d'aleshores ha tirat endavant diverses iniciatives com el 'Manifest en denúncia dels greuges a l'esport català' que demanava la retirada de 9 accions legislatives que perjudiquen i menystenen greument la realitat del sector. Ha creat juntament amb la Secretaria General de l'Esport i amb el suport de les quatre Diputacions Catalanes, les Oficines d'Atenció als Clubs que ofereixen assessorament en diferents àmbits. Ha estat autor del llibre Sistema esportiu català. Temps de decidir, temps de sumar on fa una reflexió general de quin model organitzatiu de l'esport ens cal i proposa la creació de la Unió d'Esports de Catalunya com a entitat organitzadora d'un sistema esportiu català més democràtic i representatiu que sigui més eficient i eficaç per aconseguir més recursos per a l'esport i defensar millor els interessos de l'esport català. Ha impulsat juntament amb la Secretaria General de l'Esport el II Congrés de l'Esport Català. Ha creat el programa 'Catalunya Competeix per facilitar el mecenatge de l'esport català i que té com a objectiu fer arribar als col·laboradors i patrocinadors dels 12.500 clubs i més de 3 milions d'esportistes catalans els beneficis fiscals de les fundacions.

## Obra
- Esteva Viladecans, Gerard. «Qué es el patín a vela». A: Navegando en patín a vela.  Barcelona: Paidotribo, 2007, p. 12-30. ISBN 9788480199353.
- Esteva Viladecans, Gerard. Sistema Esportiu Català. Temps de decidir, temps de sumar (en catalana).  Barcelona: UFEC, juny 2015, p. 130. ISBN 978-84-92931-50-70.